# Self Control and the Scenes from “the Shooting”
『Self Control and the Scenes from “the Shooting”』（セルフ・コントロール・アンド・ザ・シーンズ・フロム・ザ・シューティング）は、日本の音楽ユニットTM NETWORKが1987年8月1日にリリースした映像作品で、ミュージック・ビデオ及びメイキング映像作品。VHS、Beta、LDの3規格でリリースされており、2005年3月9日にはDVDで再リリースされている。

## メンバー
- 小室哲哉：キーボード
- 宇都宮隆：ボーカル
- 木根尚登：ギター

## 収録曲
全編曲：小室哲哉
1. Bang The Gong
  - 作曲：小室哲哉
2. Self Control
  - 作詞：小室みつ子　作曲：小室哲哉
3. Time Passed Me By
  - 作詞：小室みつ子　作曲：木根尚登
  - ここからはメイキング映像となる。
4. Spanish Blue
  - 作詞：小室みつ子　作曲：小室哲哉・木根尚登
5. Here, There & Everywhere
  - 作詞・作曲・編曲：小室哲哉